# Országh Tivadar
Országh Tivadar (Soroksár, 1901. december 5. – Budapest, 1963. október 11.) magyar hegedűművész, zeneszerző.

## Élete
Tanulmányait a budapesti Zeneakadémián végezte, ahol Hubay Jenő, Szerémi Gusztáv, Zsolt Nándor (hegedű), Kodály Zoltán (zeneszerzés) és Weiner Leó tanítványa volt.
1924-től tanított a Székesfővárosi Zeneiskolában, majd 1927-ben a Zeneművészeti Főiskola oktatója lett, 1961-ben pedig a hegedűszak vezetőjévé nevezték ki.
1927 és 1940 között tagja lett a Waldbauer–Kerpely-vonósnégyesnek, 1930 és 1937 között a Kerntler-triónak, a Magyar vonóstriónak. 1947 és 1958 között saját vonósnégyese alakított, emellett több fővárosi zenekar hangversenymestere is volt, 1934–1938 között a Székesfővárosi Zenekarnál, 1938 és 1943 között a Hangversenyzenekarnál, majd a Magyar Rádió Szimfonikus Zenekaránál 1948-tól, és ugyanitt szólóbrácsás is 1960 és 1963 között.  Országh Tivadar alkalmanként vezényelt is.
Számos pedagógiai művet írt. Hegedűiskolája két kiadást ért meg Budapesten (1930, 1934), módszertani munkája ugyanott A hegedűjáték és tanítása címmel (1935).
Sírja a Farkasréti temetőben található [22-1-3/4]. Soroksáron utca őrzi emlékét.

## Zeneszerzői munkássága
Részt vett a Romániai Magyar Dalosszövetség pályázatain, és több alkalommal díjat is nyert. Férfi- és vegyeskari darabjaiból a vegyes-, illetve férfikarra írt Örök tűz és A szél című szerzeményeit (1930), a P. Jánossy Béla versére szerzett Erdélyi szimfóniát (1931) és Dávid XII. zsoltárát (1932) a Romániai Magyar Dalosszövetség adta ki Kolozsvárott.